# Eh, Eh (Nothing Else I Can Say)
"Eh, Eh (Nothing Else I Can Say)" je pjesma američke pop pjevačice Lady Gaga s njezina prvog albuma The Fame. Objavljena je kao treći singl u Australiji, Novom Zelandu i u odabranim europskim zemljama, a u Francuskoj kao četvrti singl.

## Popis pjesama
Australski CD Singl
1. "Eh, Eh (Nothing Else I Can Say)" (Album Version) — 2:55
2. "Poker Face" (Space Cowboy Remix) — 4:54

iTunes Remix Singl
1. "Eh, Eh (Nothing Else I Can Say)" (Random Soul Synthetic Mix) — 5:27
2. "Eh, Eh (Nothing Else I Can Say)" (Pet Shop Boys Remix) — 2:51

iTunes Remix EP
1. "Eh, Eh (Nothing Else I Can Say)" (Album Version) — 2:55
2. "Eh, Eh (Nothing Else I Can Say)" (Pet Shop Boys Remix) — 2:51
3. "Eh, Eh (Nothing Else I Can Say)" (Bollywood Remix) — 3:27
4. "Eh, Eh (Nothing Else I Can Say)" (Frank Musik "Cut Snare Edit" Remix) — 3:48
5. "Eh, Eh (Nothing Else I Can Say)" (Electric Piano and Human Beat Box Version) — 3:03
6. "Eh, Eh (Nothing Else I Can Say)" (Mattafix Remix) — 3:19
7. "Eh, Eh (Nothing Else I Can Say)" (Random Soul Remix) — 5:27
8. "Eh, Eh (Nothing Else I Can Say)" (Pet Shop Boys Extended Remix) — 6:29

## Ljestvice
| Ljestvica (2009.)  | Najviša pozicija |
| ------------------ | ---------------- |
| Australija         | 15               |
| Belgija (Valonija) | 60               |
| Češka              | 6                |
| Danska             | 14               |
| Europa             | 40               |
| Francuska          | 7                |
| Kanada             | 68               |
| Nizozemska         | 34               |
| Novi Zeland        | 9                |
| Slovačka           | 67               |
| Švedska            | 2                |

| Država      | Certifikacija | Prodaja |
| ----------- | ------------- | ------- |
| Australija  | zlatna        | 35.000+ |
| Novi Zeland | zlatna        | 7.500+  |
| Švedska     | zlatna        |         |

## Povijest objavljivanja
| Država      | Datum              | Format                |
| ----------- | ------------------ | --------------------- |
| Australija  | 13. siječnja 2008. | radio                 |
| Australija  | 31. siječnja 2009. | CD singl              |
| Novi Zeland | 8. siječnja 2009.  | radio                 |
| Novi Zeland | 2. veljače 2009.   | CD singl              |
| Švedska     | 3. ožujka 2009.    | Digitalno preuzimanje |
| Danska      | 10. travnja 2009.  | Digitalno preuzimanje |
| Francuska   | 7. rujna 2009.     | CD singl              |